# Lista de prefeitos de Diadema
Esta lista de prefeitos do município de Diadema, estado de São Paulo, compreende todas as pessoas que exerceram em definitivo a chefia do poder executivo municipal. Em todas as eleições, o prefeito e o vice-prefeito foram eleitos diretamente por sufrágio universal.
O primeiro prefeito foi Evandro Caiaffa Esquível, emancipador da cidade, que tomou posse em 1º de janeiro de 1960, instalando oficialmente o município de Diadema.
O atual prefeito de Diadema é Taka Yamauchi, do Movimento Democrático Brasileiro (MDB), eleito nas eleições municipais de 2024 para exercer seu 1.º mandato na cidade.

## Emancipação[carecede fontes?]
Em 1936, os povoados de Vila Conceição e Piraporinha se uniram para formar a cidade de Diadema. O nome era uma referência à coroa da padroeira da cidade, Nossa Senhora da Conceição.
Apesar da proximidade geográfica com a capital estadual, até os anos 1950 a cidade pouco sentiu os efeitos das transformações produzidas pela industrialização em São Paulo. Até então, Diadema não tinha nenhuma importância econômica regional. Foi nas cidades localizadas ao longo da ferrovia Santos-Jundiaí, principal via de circulação de mercadorias na época, que ocorreu a expansão industrial paulista até a década de 1940, especialmente em São Caetano do Sul, Santo André e Mauá.
A Vila Conceição liderou o movimento pela emancipação local. Além de contar com as lideranças políticas mais interessadas na questão, o vilarejo encontrava-se bastante isolado de São Bernardo, sentindo particularmente a falta de infraestrutura e serviços básicos. Os moradores de Piraporinha, Taboão e Eldorado eram, na sua maioria, desfavoráveis ao movimento.
Foi a conjugação de vários fatores que determinou a emancipação político-administrativa de Diadema, como a expansão urbana e industrial paulista em direção ao ABC, a articulação de políticos da localidade, como o professor Evandro Caiaffa Esquivel, Américo Maffia entre outros proprietários de chácaras na Vila Conceição, e com lideranças de influência no âmbito estadual, como o jurista Miguel Reale e a intensa participação dos moradores da Vila Conceição na Campanha da Emancipação.
Por meio da lei estadual n.° 233, de 24 de dezembro de 1948, o distrito de Diadema, na época pertencente a São Bernardo do Campo, é criado.
Em 1959, realizaram-se as primeiras eleições para os poderes Executivo e Legislativo do município de Diadema. E, no dia 1º de janeiro de 1960, com a posse do primeiro prefeito, vice-prefeito e vereadores, instalou-se oficialmente o novo município.

## Lista
| N.º | Prefeito                 | Fotografia              | Período do mandato (duração do mandato)                             | Partido | Vice-prefeito(a)             | Eleição | Notas e referências                     |
| --- | ------------------------ | ----------------------- | ------------------------------------------------------------------- | ------- | ---------------------------- | ------- | --------------------------------------- |
| 1   | Evandro Caiaffa Esquivel |                         | 1° de janeiro de 1960 – 1º de janeiro de 1964 (4 anos)              | PTN     | Eiziro Okazaki (PTN)         | 1959    | [ nota 1 ] [ 5 ] [ 6 ] [ 7 ]            |
| 2   | Lauro Michels            |                         | 1º de janeiro de 1964 – 1º de fevereiro de 1969 (5 anos e 1 mês)    | PTB     | Cid Gomes Fernandes (PTB)    | 1963    | [ nota 2 ] [ 8 ] [ 9 ]                  |
| 3   | Evandro Caiaffa Esquivel |                         | 1º de fevereiro de 1969 – 31 de janeiro de 1973 (3 anos e 365 dias) | ARENA   | Américo Maffia (ARENA)       | 1968    | [ nota 3 ] [ 10 ] [ 11 ]                |
| 4   | Ricardo Putz             |                         | 31 de janeiro de 1973 – 1º de fevereiro de 1977 (4 anos e 1 dia)    | MDB     | Denise Mori Santalucia (MDB) | 1972    | [ nota 5 ] [ 12 ] [ 13 ] [ 14 ]         |
| 4   | Ricardo Putz             | ARENA                   | 31 de janeiro de 1973 – 1º de fevereiro de 1977 (4 anos e 1 dia)    |         | Denise Mori Santalucia (MDB) | 1972    | [ nota 5 ] [ 12 ] [ 13 ] [ 14 ]         |
| 5   | Lauro Michels            |                         | 1º de fevereiro de 1977 – 1º de fevereiro de 1983 (6 anos)          | MDB     | Romeu da Costa Pereira (MDB) | 1976    | [ nota 8 ] [ 15 ] [ 16 ] [ 17 ]         |
| 5   | Lauro Michels            | PTB                     | 1º de fevereiro de 1977 – 1º de fevereiro de 1983 (6 anos)          |         | Romeu da Costa Pereira (MDB) | 1976    | [ nota 8 ] [ 15 ] [ 16 ] [ 17 ]         |
| 6   | Gilson Menezes           |                         | 1º de fevereiro de 1983 – 1º de janeiro de 1989 (5 anos e 11 meses) | PT      | Paulo Afonso da Silva (PT)   | 1982    | [ nota 11 ] [ 18 ] [ 19 ] [ 20 ]        |
| 6   | Gilson Menezes           | Nenhum                  | 1º de fevereiro de 1983 – 1º de janeiro de 1989 (5 anos e 11 meses) |         | Paulo Afonso da Silva (PT)   | 1982    | [ nota 11 ] [ 18 ] [ 19 ] [ 20 ]        |
| 7   | José Augusto Ramos       |                         | 1º de janeiro de 1989 – 1º de janeiro de 1993 (4 anos)              | PT      | Antônio Geraldo Justino (PT) | 1988    | [ nota 13 ] [ 21 ] [ 22 ]               |
| 8   | José Filippi             |                         | 1º de janeiro de 1993 – 1º de janeiro de 1997 (4 anos)              | PT      | Antônio de Lucca Filho (PT)  | 1992    | [ 23 ]                                  |
| 9   | Gilson Menezes           |                         | 1º de janeiro de 1997 – 1º de janeiro de 2001 (4 anos)              | PSB     | Maria Regina Gonçalves (PV)  | 1996    | [ nota 14 ] [ 24 ] [ 25 ]               |
| 10  | José Filippi             |                         | 1º de janeiro de 2001 – 1º de janeiro de 2009 (8 anos)              | PT      | Joel Fonseca Costa (PT)      | 2000    | [ nota 15 ] [ 26 ] [ 27 ] [ 28 ] [ 29 ] |
| 10  | José Filippi             | 2004                    | 1º de janeiro de 2001 – 1º de janeiro de 2009 (8 anos)              | PT      | Joel Fonseca Costa (PT)      |         | [ nota 15 ] [ 26 ] [ 27 ] [ 28 ] [ 29 ] |
| 11  | Mário Reali              |                         | 1º de janeiro de 2009 – 1º de janeiro de 2013 (4 anos)              | PT      | Gilson Menezes (PSB)         | 2008    | [ 30 ] [ 31 ]                           |
| 12  | Lauro Michels Sobrinho   |                         | 1º de janeiro de 2013 – 1º de janeiro de 2021 (8 anos)              | PV      | Engenheira Silvana (PTB)     | 2012    | [ nota 16 ] [ 32 ] [ 33 ] [ 34 ] [ 35 ] |
| 12  | Lauro Michels Sobrinho   | Márcio da Farmácia (PV) | 1º de janeiro de 2013 – 1º de janeiro de 2021 (8 anos)              | PV      | 2016                         |         | [ nota 16 ] [ 32 ] [ 33 ] [ 34 ] [ 35 ] |
| 13  | José Filippi             |                         | 1º de janeiro de 2021 - 1º de janeiro de 2025 (4 anos)              | PT      | Patty Ferreira (PT)          | 2020    | [ nota 17 ] [ 36 ] [ 37 ]               |
| 14  | Takaharu Yamauchi        |                         | 1º de janeiro de 2025 – atualidade (214 dias)                       | MDB     | Andreia Fontes (PL)          | 2024    | [ 38 ] [ 39 ]                           |